# تيولادا (إسبانيا)
بلدية تيولادا (بالإسبانية: Teulada)‏, هي بلدية تقع في مقاطعة اليكانتي. جنوب شرق إسبانيا. يبلغ عدد سكانها 12.745 نسمة.

## توأمة
لتيولادا (إسبانيا) اتفاقيات توأمة مع:
- تيولادا